# Simethis

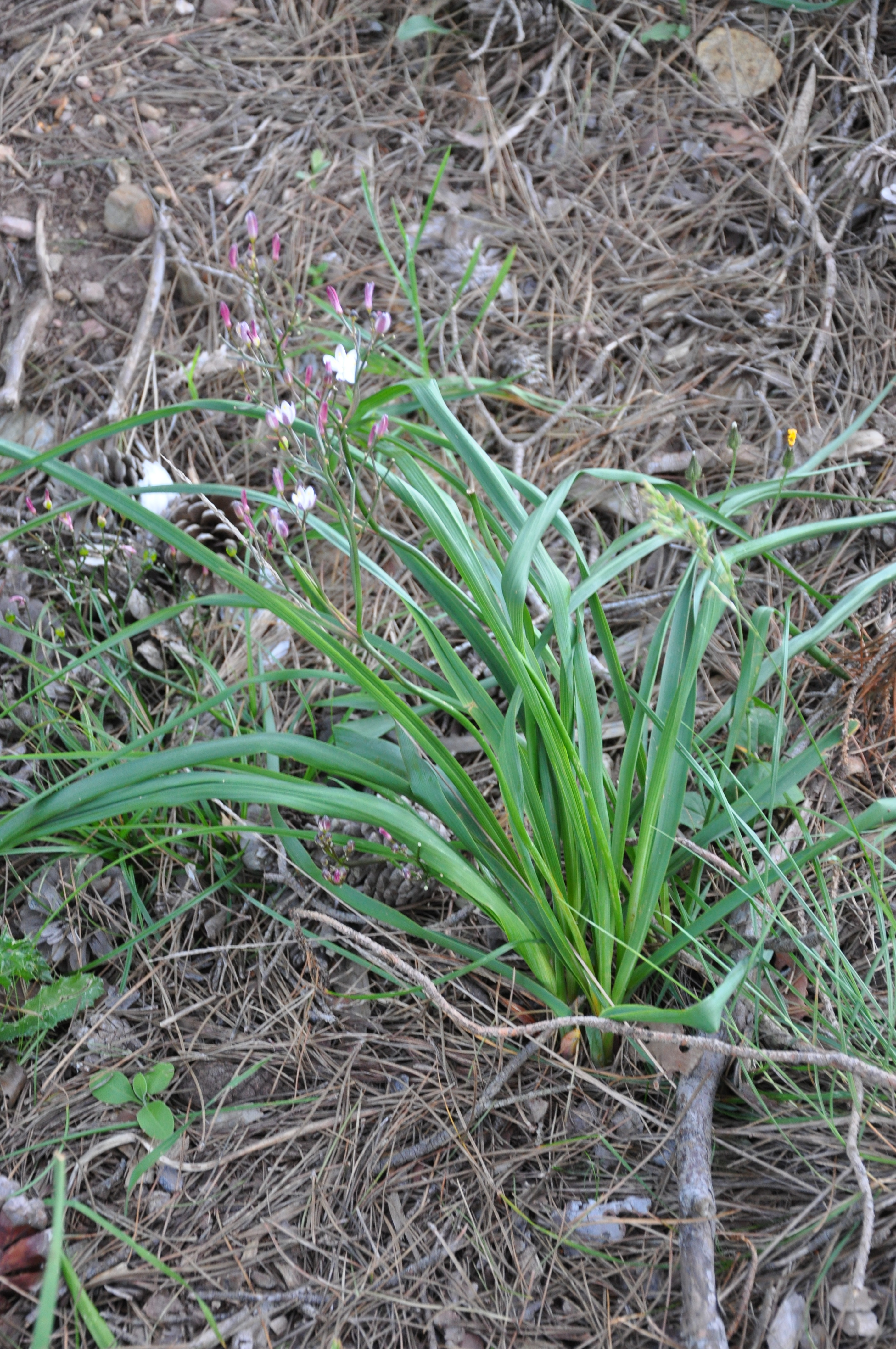
Hábito de Simethis planifolia

Simethis es un género monotípico de plantas bulbosas perteneciente a la familia Xanthorrhoeaceae. Su única especie, Simethis planifolia, es originaria del sudoeste de Irlanda, sudoeste de Europa, Italia y noroeste de África.

## Descripción
Es una planta herbácea perennifolia, cortamente rizomatosa. Con el rizoma densamente rodeado de fibras pardo obscuras, del que parten raíces de 2-7 mm de diámetro, engrosadas,
un poco tuberosas, ± cilíndricas o fusiformes; la base de la roseta foliar densamente
rodeada de fibras pardo obscuras. Los tallos de 30-50 cm de longitud, en general más cortos que las hojas basales, con finas estrías longitudinales. Las inflorescencias laxas de hasta de 30 cm en la fructificación, con 10-40 flores, muy ramificadas, irregulares; con pedúnculos de hasta 10 cm; con brácteas más cortas que los pedúnculos y pedicelos, en general las inferiores foliáceas, verdes o verde-rojizas, a veces con margen membranáceo, y las superiores de menor tamaño, membranáceas o con margen membranáceo, parduzcas, a veces teñidas de púrpura. El fruto en forma de cápsula, en general algo más ancha que larga, erecta, subglobosa, trilobada,
con el ápice ± plano o algo deprimido, muchas veces emarginado. con 4 o 5 semillas irregulares, no angulosas. Tiene un número cromosomático de 2n  = 48; n  = 12*, 24.

## Sinonimia
- Anthericum planifolium L., Mant. Pl. 2: 224 (1771).
- Phalangium planifolium (L.) Pers., Syn. Pl. 1: 367 (1805).
- Bulbine planifolia (L.) Spreng., Syst. Veg. 2: 86 (1825).
- Hemierium planifolium (L.) Raf., Fl. Tellur. 2: 27 (1837).
- Pubilaria planifolia (L.) Samp., Exsicc. (Herb. Portug.), Apend. 3: 4 (1914).
- Anthericum mattiazzii Vand., Fasc. Pl.: 12 (1771).
- Anthericum bicolor Desf., Fl. Atlant. 1: 304 (1798).
- Anthericum ericetorum Bergeret, Fl. Basses-Pyrénées 2: 168 (1803).
- Phalangium bicolor DC. in P.J. Redouté, Liliac. 4: t. 215 (1808).
- Pubilaria bicolor (Desf.) Raf., Fl. Tellur. 2: 27 (1837).
- Morgagnia bicolor (Desf.) Bubani, Nuovi Ann. Sci. Nat. 9: 94 (1843).
- Simethis bicolor (Desf.) Kunth, Enum. Pl. 4: 618 (1843).
- Sieboldia bicolor (Desf.) Heynh., Alph. Aufz. Gew.: 644 (1847).
- Phalangium holosericeum Pourr. ex Willk. & Lange, Prodr. Fl. Hispan. 1: 203 (1862).
- Pogonella planifolium Salisb., Gen. Pl.: 70 (1866), nom. inval.
- Simethis mattiazzii (Vand.) Sacc., Atti Mem. Reale Accad. Sci. Lett. Arti Padova, n.s., 16: 78 (1900).
- Pubilaria mattiazzii (Vand.) Samp., Anais Fac. Ci. Univ. Porto 22: 5 (1936).[2]